# Center (amerikansk fotboll)

Center (C) är den spelare som står i mitten på den offensiva linjen i amerikansk fotboll. Centern startar varje spelomgång genom att föra bollen bakåt mellan sina ben, via en så kallad snap, till quarterbacken. I special team formationen passar han bollen mellan benen till puntern drygt 10 meter. Efter passningen måste centern blockera motståndarens defensive tacklers från att sacka quarterbacken.

## Profiler i NFL
- Kevin Mawae
- Jeff Saturday
- Tom Nalen